# Mistrzostwa Świata w Lekkoatletyce 2022 – bieg na 10 000 m kobiet
Bieg na 10 000 metrów kobiet – jedna z konkurencji biegowych rozgrywanych podczas lekkoatletycznych mistrzostw świata na Hayward Field w Eugene.
Tytułu mistrzowskiego z 2019 nie obroniła Sifan Hassan.

## Terminarz
Źródło: worldathletics.org.
| Data     | Godzina |       |
| -------- | ------- | ----- |
| 16 lipca | 12:20   | Finał |

## Rekordy
Tabela prezentuje rekord świata, rekord mistrzostw świata, rekordy kontynentów oraz najlepszy wynik na listach światowych w sezonie 2022 przed rozpoczęciem mistrzostw.
|                            | Zawodniczka        | Wynik    | Miejsce             | Data                  |
| -------------------------- | ------------------ | -------- | ------------------- | --------------------- |
| Rekord świata              | Letesenbet Gidey   | 29:01,03 | Hengelo             | 8 czerwca 2021(dts)   |
| Rekord mistrzostw świata   | Berhane Adere      | 30:04,18 | Paryż               | 23 sierpnia 2003(dts) |
| Rekord Afryki              | Letesenbet Gidey   | 29:01,03 | Hengelo             | 8 czerwca 2021(dts)   |
| Rekord Ameryki Południowej | Carmen de Oliveira | 31:47,76 | Stuttgart           | 21 sierpnia 1993(dts) |
| Rekord Ameryki Północnej   | Molly Huddle       | 30:13,17 | Rio de Janeiro      | 7 sierpnia 2016(dts)  |
| Rekord Australii i Oceanii | Kimberley Smith    | 30:35,54 | Palo Alto           | 4 maja 2008(dts)      |
| Rekord Azji                | Wang Junxia        | 29:31,78 | Pekin               | 8 września 1993(dts)  |
| Rekord Europy              | Sifan Hassan       | 29:06,82 | Hengelo             | 6 czerwca 2021(dts)   |
| Listy światowe             | Elise Cranny       | 30:14,66 | San Juan Capistrano | 6 marca 2022(dts)     |

## Wyniki
Źródło: worldathletics.org.
| Pozycja | Zawodniczka                | Państwo           | Czas     | Uwagi |
| ------- | -------------------------- | ----------------- | -------- | ----- |
| 01 !    | Letesenbet Gidey           | Etiopia           | 30:09,94 | WL    |
| 02 !    | Hellen Obiri               | Kenia             | 30:10,02 | PB    |
| 03 !    | Margaret Kipkemboi         | Kenia             | 30:10,07 | PB    |
| 4.      | Sifan Hassan               | Holandia          | 30:10,56 | SB    |
| 5.      | Rahel Daniel               | Erytrea           | 30:12,15 | NR    |
| 6.      | Ejgayehu Taye              | Etiopia           | 30:12,45 | PB    |
| 7.      | Caroline Kipkirui          | Kazachstan        | 30:17,64 | NR    |
| 8.      | Bosena Mulatie             | Etiopia           | 30:17,77 | PB    |
| 9.      | Karissa Schweizer          | Stany Zjednoczone | 30:18,05 | PB    |
| 10.     | Eilish McColgan            | Wielka Brytania   | 30:34,60 |       |
| 11.     | Jessica Judd               | Wielka Brytania   | 30:35,93 | PB    |
| 12.     | Ririka Hironaka            | Japonia           | 30:39,71 | PB    |
| 13.     | Alicia Monson              | Stany Zjednoczone | 30:59,85 |       |
| 14.     | Stella Chesang             | Uganda            | 31:01,04 | NR    |
| 15.     | Natosha Rogers             | Stany Zjednoczone | 31:10,57 | PB    |
| 16.     | Mercyline Chelangat        | Uganda            | 31:28,26 | SB    |
| 17.     | Dominique Scott            | Południowa Afryka | 31:40,73 |       |
| 18.     | Dolshi Tesfu               | Erytrea           | 31:49,29 | SB    |
| 19.     | Rino Goshima               | Japonia           | 32:08,68 |       |
| 20 !    | Sheila Chepkirui Kiprotich | Kenia             | DNS      |       |